# Sextilia
Sextilia (5? – 69) è stata un'imperatrice romana.

## Biografia
Sextilia era la madre di Lucio Vitellio il Giovane, che fu console nel 48 e di Aulo Vitellio Germanico, che divenne imperatore.
Proveniente da una famiglia illustre, visse tra intrighi imperiali e congiure.
Sposò il senatore e amico dell'imperatore Claudio Lucio Vitellio il Vecchio che fu console nel 34, nel 43 e nel 47. Egli fu messo a capo di Roma mentre Claudio si recò in Britannia.
Lucio Vitellio il Vecchio morì nel 51 lasciando sola Sextilia con i due figli.

### Aulo diventa imperatore
Sextilia e Galeria Fundana, moglie di Aulo, rimasero a Roma dopo che Aulo Vitellio si recò in Germania. Dopo la morte di Galba, avvenuta il 2 gennaio 69 le truppe della  Germania Inferiore acclamarono Vitellio imperatore.

## Morte
A Roma, Sextilia e Galeria Fundana erano in pericolo, poiché Marco Salvio Otone, nemico di Aulo, bramava il trono.
Dopo che Otone aveva minacciato di uccidere Aulo e la sua famiglia, il futuro imperatore sconfisse Otone, e al suo arrivo a Roma proclamò Sextilia Augusta dell'impero, cioè imperatrice.
Non tutte le legioni, però, riconoscevano Vitellio come imperatore: infatti, le legioni orientali acclamarono imperatore Tito Flavio Vespasiano, che sconfisse Vitellio in battaglia e lo uccise.
Sextilia morì prima che i suoi figli fossero uccisi nel dicembre del 69.